# Rio Minago
O rio Minago é um rio da bacia hidrográfica da Baía de Hudson, no norte de Manitoba, Canadá. Ela flui na direção nordeste do Lago Moon para o extremo oeste do Lago Cross no rio Nelson.

## Tributários
- Black Duck Creek (à direita)
- Rio Hargrave (esquerda)